# Balabakniltava
De balabakniltava (Cyornis lemprieri) is een zeldzame, endemische vliegenvanger die alleen voorkomt in de Filipijnen.

## Kenmerken
De balabakniltava wordt inclusief staart 16 centimeter en heeft een vleugellengte van 7,5 centimeter en is daarmee een vliegenvanger van gemiddelde grootte. Het mannetje heeft een kobaltblauw voorhoofd, wenkbrauw en vleugelbasis. Het gezicht en de plekken achter de oren zijn zwart. De bovenzijde is donkerblauw overgaand in zwart naar onderen bij de staart toe. De vleugels zijn ook zwart. De kin is grotendeels wit of vaalgeel, met een dunne zwarte lijn bij de basis van de snavel. De keel is vaalgeel dat overgaat in oranjerood op de borst. Op de flanken is dit iets valer. Het midden van de buik en de onderzijde van de staart is wit.
Het vrouwtje heeft een wit voorhoofd, een witte oogstreep en oogring en een witte streep bij de nek. De kruin, nek en zijkanten van het gezicht zijn bruinachtig grijs overgaand in olijfbruin op de rug en romp. De staart is bruinachtig donkerrood (lichter op de randen). De vleugels zijn donkerbruin met donker, roodachtig bruin, de onderkant is net als bij het mannetje. Beide geslachten hebben een zwarte snavel, donkerbruine ogen en paarsachtig, grijze poten.

## Verspreiding en leefgebied
De vogel komt voor op de Filipijnse eilanden Balabac, Busuanga, Calauit, Culion en Palawan. Deze schuwe vogel is te vinden in paartjes of alleen in de bossen van droog primair en secundair, tropisch woud in laagland onder de 1000 m boven zeeniveau. De vogel is betrekkelijk tolerant ten opzichte van de aantasting van het bos.

## Status
De balabakniltava heeft een beperkt verspreidingsgebied en daardoor is enige kans op uitsterven aanwezig. Het leefgebied wordt aangetast door ontbossing waarbij natuurlijk bos wordt omgezet in gebied voor agrarisch gebruik en menselijke bewoning, hoewel de soort zich kan aanpassen in sterk aangetast bos. Om deze redenen staat deze soort als gevoelig op de Rode Lijst van de IUCN.